# Diadegma scotiae
Diadegma scotiae là một loài tò vò trong họ Ichneumonidae.